# Dąbrowa (Elbląg)
Dąbrowa (dawniej Damerau) – jedna ze wschodnich dzielnic Elbląga. W latach 90. XX wieku została włączona w granice administracyjne miasta.
Wieś komornictwa zewnętrznego Elbląga w XVII i XVIII wieku.

## Położenie
Dąbrowa leży na skraju Parku Krajobrazowego Wysoczyzny Elbląskiej przy drodze wojewódzkiej nr 504 w kierunku Braniewa. Od południa graniczy z elbląskim lasem miejskim – "Bażantarnią", a od wschodu ze wsiami Piastowo oraz Jagodnik.
Obecnie w Dąbrowie budowane jest osiedle domków jednorodzinnych. Przy ulicy Królewieckiej 285 w XIX wieku zbudowano szkołę. Budynek stoi do dziś na rogu z ulicą Olchową. Kolejny dom zabytkowy to funkcjonujące do dziś gospodarstwo pod numerem 297.

## Wykaz ulic dzielnicy
- Bukowa
- Cisowa
- Grabowa
- Jarzębinowa
- Jaworowa
- Jemiołowa
- Jesionowa
- Jodłowa
- Kalinowa
- Królewiecka (dawniej Königsberger Straße, Armii Czerwonej)
- Leszczynowa
- Lipowa
- Modrzewiowa
- Olchowa
- Orzechowa
- Wiązowa

## Komunikacja
Do Dąbrowy można dojechać:
- autobusem nr 20 i 10.
- autobusami PKS.